# Бара-и-Жакарепагуа

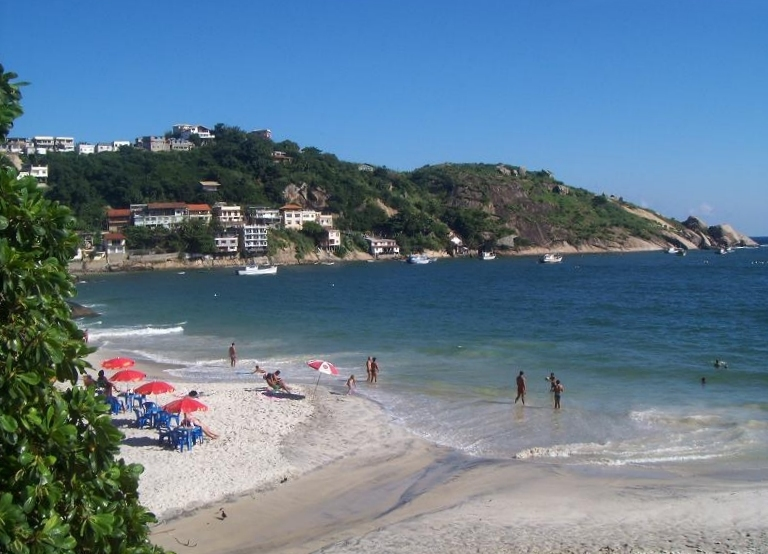
Пляж Бара-де-Гуаратиба

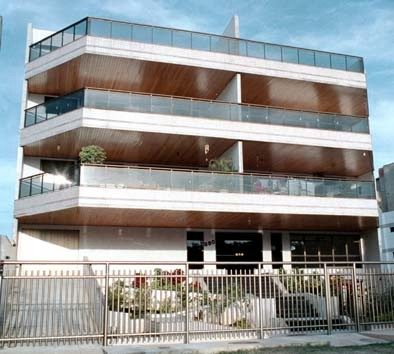
Типичный жилой дом в районе Рекрейо дос Бандейрантес

Бара-и-Жакарепагуа (порт. Barra e Jacarepaguá) — одна из семи субпрефектур города Рио-де-Жанейро. Состоит из трёх административных районов с общим населением более 1 миллиона человек — Жакарепагуа, Бара-да-Тижука и Сидаде де Деуш.
Включает в себя в общей сложности девятнадцать районов: Аниль, Курисика, Фрегезия-де-Жакарепагуа, Гардения Асуль, Жакарепагуа, Пешинша, Праса Сека, Танке, Такуара, Вила Валькейре, Бара-да-Тижука, Каморим, Грумари, Итананга, Жоа, Рекрейо дос Бандейрантес, Варгем Гранде, Варгем Пекуэна и Сидаде де Деус.

## Достопримечательности
Исторически сложилось, что Бара-и-Жакарепагуа — самый молодой район Рио-де-Жанейро, большинство зданий в нём построено в XX веке. Как и Южная зона Рио-де-Жанейро и Гранде Тижука, эта субпрефектура не имеет на своей территории железнодорожных путей. С 1965 года по инициативе мэра Франциско Неграна, Бара-и-Жакарепагуа стал новым финансовым и коммерческим центром города. Территориально Бара-и-Жакарепагуа расположен между национальным парком Тижука и парком Педра Бранка; так же, как и Южная зона Рио-де-Жанейро, Бара-и-Жакарепагуа имеет выход к Атлантическому океану, где расположены четырнадцать пляжей общей протяжённостью 27 километров: пляжи Абрико, Аморем, Бара, Грумари, Жоатинга, Макумба, Марамбайя, Мейо, Праинья, Перигозо, Пепе, Понталь, Резерво и Рекрейо.
Бара-и-Жакарепагуа в настоящее время является привлекательным местом для государственных и частных инвестиций. В настоящее время в субпрефектуре имеется тринадцать крупных торговых центров (самая высокая концентрация в городе), и ещё три на стадии строительства: Mall Americas, Crystal Mall и Shopping Metropolitano.